# Joseph Barbera
Pour les articles homonymes, voir Barbera (homonymie).
Joseph Roland Barbera (en anglais [bɑrˈbɛrə]), né le 24 mars 1911 et mort le 18 décembre 2006, est un réalisateur, producteur, scénariste, compositeur et acteur américain.
Après des petits boulots et un travail comme banquier, Barbera rejoint Van Beuren Studios en 1932, puis Terrytoons en 1936. En 1937, il déménage en Californie et pendant son travail à Metro-Goldwyn-Mayer (MGM), Barbera rencontre William Hanna. Les deux hommes commencent alors leur collaboration dont la production de Tom et Jerry et des films avec dessins animés. En 1957, ils fondent Hanna-Barbera, qui devient l'un des grands succès de dessin-animé à la télévision, avec la production de nombreux programmes tels que les Pierrafeu, Yogi l'ours, Scooby-Doo et Les Schtroumpfs. En 1967, Hanna-Barbera est vendu à Taft Broadcasting (en) pour 12 000 000 $, mais Hanna et Barbera gardèrent la direction de la compagnie jusqu'en 1991 quand le studio est vendu à nouveau à Turner Broadcasting System, qui est détenu par Time Warner propriétaire de Warner Bros. Hanna et Barbera gagnent sept Oscars et huit Emmy Awards.

## Biographie

### Jeunesse
Joseph Barbera naît dans la Petite Italie à Manhattan, New York, le 24 mars 1911 de parents d'origines sicilienne. Il déclare dans son autobiographie à propos de ses origines italiennes : « Parmi les nombreuses choses stupides et ridicules que j'ai faites dans ma vie, la plus stupide a été le mépris de mon patrimoine italien. J'ai délibérément refusé d'apprendre cette langue. » ,.
Sa famille déménage à Flatbush, New York, lorsqu'il a quatre mois. Il est l'aîné d'une fratrie de trois enfants, il a deux petits frères Larry et Ted, qui servent tous les deux lors de la Seconde Guerre mondiale dans les forces armées des États-Unis, Larry participe au débarquement de Sicile avec l'armée de terre alors que Ted est pilote de combat avec l'US Air Force (armée de l'air) dans la campagne des îles Aléoutiennes.
Le père de Barbera, Vincent, est le propriétaire de trois salons de coiffure, cependant il perd la fortune de la famille aux jeux de hasard. À l'âge de quinze ans, son père abandonne sa famille, de ce fait son oncle maternel Jim devient pour lui une figure paternelle.
Barbera démontre un talent pour le dessin très tôt. Il est diplômé de Erasmus Hall High School de Brooklyn en 1928. Durant l'école secondaire, Barbera gagne des titres de boxe. Il est brièvement sous contrat avec la World Boxing Champion Lightweight de Al Singer mais il perd vite son intérêt pour ce sport.
En 1935, Barbera se marie avec sa petite amie de l'école secondaire, Dorothy Earl. Au lycée, ils étaient connus comme « Roméo et Juliette ».
Bien qu'ils se retrouvent par la suite, Barbera et son épouse se séparent brièvement quand il part pour la Californie. C'est là qu'ils découvrent que Dorothy est enceinte. Néanmoins, ils divorcent en 1963. Peu après son divorce, Barbera rencontre sa seconde femme Sheila Holden, au Musso & Frank Grill à Los Angeles, où elle est comptable et caissière. Contrairement à Dorothy, qui préférait être femme au foyer, Sheila apprécie la scène sociale d'Hollywood que fréquente son mari,.
Barbera décède à l'âge de 95 ans dans son domicile de Studio City de Los Angeles le 18 décembre 2006, avec plus de 70 ans de carrière dans l'animation. Sa femme Sheila est à ses côtés, de même pour ses trois enfants, dont Jayne de son premier mariage, Lynn et Neal, de son second mariage.

### Carrière

#### Les débuts
Lorsque Barbera est au lycée, il travaille comme livreur pour un tailleur. Durant la Grande Dépression, il essaye de devenir dessinateur pour le magazine The NY Hits Magazine. Il travaille alors comme employé de banque et continue en parallèle des tentatives pour faire publier ses dessins. Ses dessins pour les magazines commencent à être publiés dans Redbook, Saturday Evening Post et Collier's, le magazine où il a le plus de succès. Barbera écrit à Walt Disney pour avoir des conseils pour démarrer dans l'industrie de l'animation,.
Barbera prend des cours d'art à la Art Students League of New York et au Pratt Institute, il est engagé pour travailler dans le département de peinture de la Fleischer Studios. En 1932, il rejoint le Van Beuren Studios comme animateur et auteur. Il travaille alors sur des dessins animés comme Cubby Bear et Rainbow Parades, et aussi sur la coproduction de Tom et Jerry de Van Beuren. Quand Van Beuren Studio ferme en 1936, Barbera rejoint Paul Terry au Terrytoons studio.

#### Film
Barbera quitte Terrytoons et New-York pour l'unité de dessin animé de Metro-Goldwyn-Mayer (MGM) en 1937, attiré par une augmentation de salaire. Il trouve cependant que Los Angeles est plus morne que Brooklyn, et faillit retourner à Brooklyn.
Le bureau de Barbera est situé en face de celui de William Hanna. Les deux réalisent qu'ils forment une bonne équipe. En 1939, ils commencent un partenariat qui dure 50 ans,. Barbera et Hanna travaillent avec le dessinateur Tex Avery, qui a créé des personnages de dessin animé tels que Daffy Duck et Bugs Bunny,.
En 1940, Hanna et Barbera coréalisent Puss Gets the Boot qui est nommé pour l'Oscar du meilleur court-métrage d'animation. Le studio veut diversifier son catalogue de dessin animé, malgré le succès de Puss Gets the Boot, le supérieur hiérarchique de Hanna et Barbera, Fred Quimby, ne veut plus produire de dessins animés avec des chats et des souris. Surpris par le succès de Puss Gets the Boot, Barbera et Hanna ignorent la résistance de Quimby et continuent le développement du thème chats et souris.
À ce moment-là, Hanna veut retourner au travail pour les Ising à qui il est très fidèle. Barbera et Hanna rencontrent Quimby, qui découvre d'ailleurs qu'Ising est crédité pour la production de Puss Gets the Boot, sur lequel il n'a jamais vraiment travaillé. Finalement Quimby les autorise à poursuivre l'idée du chat et de la souris. Le résultat est Tom et Jerry. Cette série suit des personnages qui comportent quelques différences par rapport à ceux de Puss Gets the Boot, avec Jerry, un rongeur et son ennemi félin, Tom,.
Quimby accepte chaque Oscar pour Tom et Jerry sans inviter Barbera et Hanna sur scène. Les dessins animés ont comme producteur crédité seulement Quimby, utilisant la même pratique qu'Ising qu'il a condamné. Quimby promit à Barbera une promotion, Quimby attend six mois avant de la concrétiser. Quand Quimby part à la fin de l'année 1955, Hanna et Barbera sont chargés de la division d'animation de la MGM,. Cependant le studio commence à perdre de l'argent à cause de la concurrence de la télévision, la MGM réalise alors que la re-sortie d'anciens dessins animés rapporte plus que la production de nouveaux,. En 1957, la MGM ordonne la fermeture de la division d'animation et licencie le personnel par téléphone. Barbera et Hanna n'ont pas compris la décision car Tom et Jerry marche bien.

#### Télévision

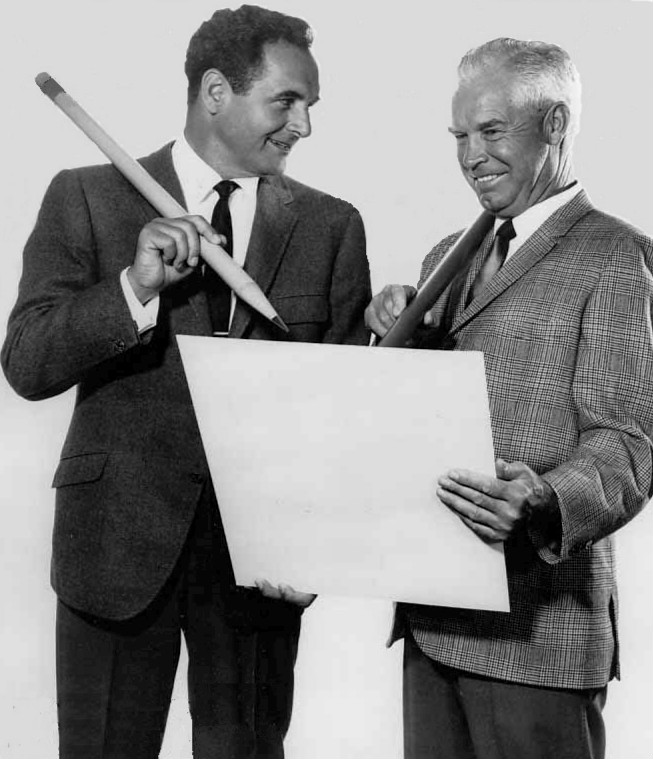
Joseph Barbera (à gauche) et William Hanna en 1965.

En 1957, Barbera fait à nouveau équipe avec son partenaire Hanna pour produire des dessins animés pour la télévision et le cinéma. Les deux possèdent des compétences différentes dans l'entreprise ; Barbera écrit les gags, alors que Hanna assure la construction de l'histoire, et cherche les artistes. Les principales décisions de l'entreprise sont prises conjointement, bien que la présidence de l'entreprise est en alternance,. Ils tirent à pile ou face pour savoir qui aura son prénom en premier dans le nom de la société qui s'est d'abord appelée H-B Entreprises mais est rapidement changé en Hanna-Barbera Productions.
La première offre animée de la société est Pouf & Riqui (en) (The Ruff & Reddy Show), une série qui parle de l'amitié entre un chien et un chat. Malgré une réponse en demi-teinte de leur première aventure au cinéma en solo, Loopy De Loop, Hanna-Barbera met en place deux séries à succès à la télévision avec The Huckleberry Hound Show et The Yogi Bear Show. En 1960, une enquête montre que la moitié des téléspectateurs de Huckleberry Hound Show sont des adultes. Cela incite l'entreprise à créer une nouvelle série d'animation, Les Pierrafeu,. Une parodie The Honeymooners, la nouvelle série suit une famille typique de l'âge de la pierre avec des électroménagers, des animaux qui parlent, et des célébrités invitées. Avec des spectateurs de tous âges, les Pierrafeu deviennent la première série animée en première partie de soirée à être un succès,. La société produit plus tard une version futuriste des Pierrafeu sous le nom des Jetson. La série Les Pierrafeu est bien plus connue que les Jetson.

## Récompenses et nominations

### Récompenses
William Hanna et Joe Barbera ont remporté sept Oscars.